# Yaimé Pérez
Yaime Pérez Tellez (Kuba, 19. svibnja 1991. - ) je kubanska atletičarka i bacačica diska, osvajačica srebra na Panameričkim igrama 2015. i juniorska prvakinja u bacanju diska iz 2010. godine i osvajačica zlata na ALBA igrama 2011.
Na Svjetskom prvenstvu u Atletici u Moskvi 2011. u završnici bacanja diska osvojila je 11. mjesto za Kubu. Osvojivši srebro na Srednjoameričkim i karipskim igrama 2014. ostvarila je najveći uspjeh u svojoj karijeri.
Svoju prvu pobjedu u Dijamantnoj ligi ostvarila je 9. lipnja 2015. u Lausannei, pobijedivši europsku, svjetsku i olimpijsku prvakinju u bacanju diska Sandru Perković te bacivši svoj osobni rekord u iznosu 67.13 m (220 ft 23⁄4 in).

## Športska postignuća
| Godina | Natjecanje                      | Mjesto                   | Pozicija | Duljina   |
| ------ | ------------------------------- | ------------------------ | -------- | --------- |
| 2009.  | ALBA igre                       | Havana, Kuba             | 9.       | 52,00 m   |
| 2010.  | juniorsko SP 2010.              | Moncton, Kanada          | 1.       | 56,01 m   |
| 2011.  | IV. ALBA igre                   | Barquisimeto, Venezuela  | 1.       | 55,26 m   |
| 2012.  | Ibero-američko prvenstvo        | Barquisimeto, Venezuela  | 4.       | 56,93 m   |
| 2012.  | OI London 2012.                 | London, Velika Britanija | 30. (q)  | 57,87 m   |
| 2013.  | SP Moskva 2013.                 | Moskva, Rusija           | 11.      | 60,33 m   |
| 2014.  | Panamerički sportski festival   | Mexico City, Meksiko     | -        | DSW       |
| 2014.  | Kup kontinenata                 | Marakeš, Maroko          | 5.       | 59,38 m   |
| 2014.  | Srednjoameričke i karipske igre | Xalapa, Meksiko          | 2.       | 62,42 m A |
| 2015.  | Panamerićke igre                | Toronto, Kanada          | 2.       | 64,99 m   |
| 2015.  | SP Peking 2015.                 | Peking, Kina             | 4.       | 65,46 m   |

## Vanjske poveznice
- Yaime Pérez profil na IAAF-u
- http://www.sports-reference.com/olympics/athletes/pe/yaime-perez-1.html  Arhivirana inačica izvorne stranice od 16. prosinca 2012. (Wayback Machine)